# NGC 3452
NGC 3452 est une galaxie spirale relativement éloignée, vue par la tranche et située dans la constellation de la Coupe. NGC 3452 a été découverte par l'astronome britannique Andrew Ainslie Common en 1880.

## Caractéristiques
La classe de luminosité de NGC 3452 est I.

### Distance
Sa vitesse par rapport au fond diffus cosmologique est de 8 528 ± 44 km/s, ce qui correspond à une distance de Hubble de 125,8 ± 8,8 Mpc (∼410 millions d'al).
À ce jour, une mesure non basée sur le décalage vers le rouge (redshift) donne une distance d'environ 77,200 Mpc (∼252 millions d'al). Cette valeur est loin à l'extérieur des valeurs de la distance de Hubble. Notons que c'est avec la valeur moyenne des mesures indépendantes, lorsqu'elles existent, que la base de données NASA/IPAC calcule le diamètre d'une galaxie et qu'en conséquence le diamètre de NGC 3452 pourrait être d'environ 39,2 kpc (∼128 000 al) si on utilisait la distance de Hubble pour le calculer.